# Airbus A310 MRTT
El Airbus A310 MRTT (acrónimo en inglés de Multi Role Tanker Transport, "Avión de transporte/cisterna multipropósito") es un avión cisterna para reabastecimiento en vuelo fabricado por la compañía Airbus Military basado en el modelo civil Airbus A310. Previamente, los A310 han sido operados simplemente como avión de transporte.

## Diseño
Es un avión militar de carga, pesado y de largo alcance, de diseño bimotor derivado del avión comercial de pasajeros Airbus A310, puede ser equipado con sondas de reabastecimiento aéreo de combustible, dos bajo las alas y una bajo el fuselaje central, también puede ser convertido para operar como un avión de transporte de tropas, transporte de carga y equipo militar, avión de rescate, avión de comando aéreo de batalla y avión hospital, para equipar a las Fuerzas Aéreas de los países miembros de la OTAN y otros países de todo el mundo, con un avión de carga de diseño multipropósito.

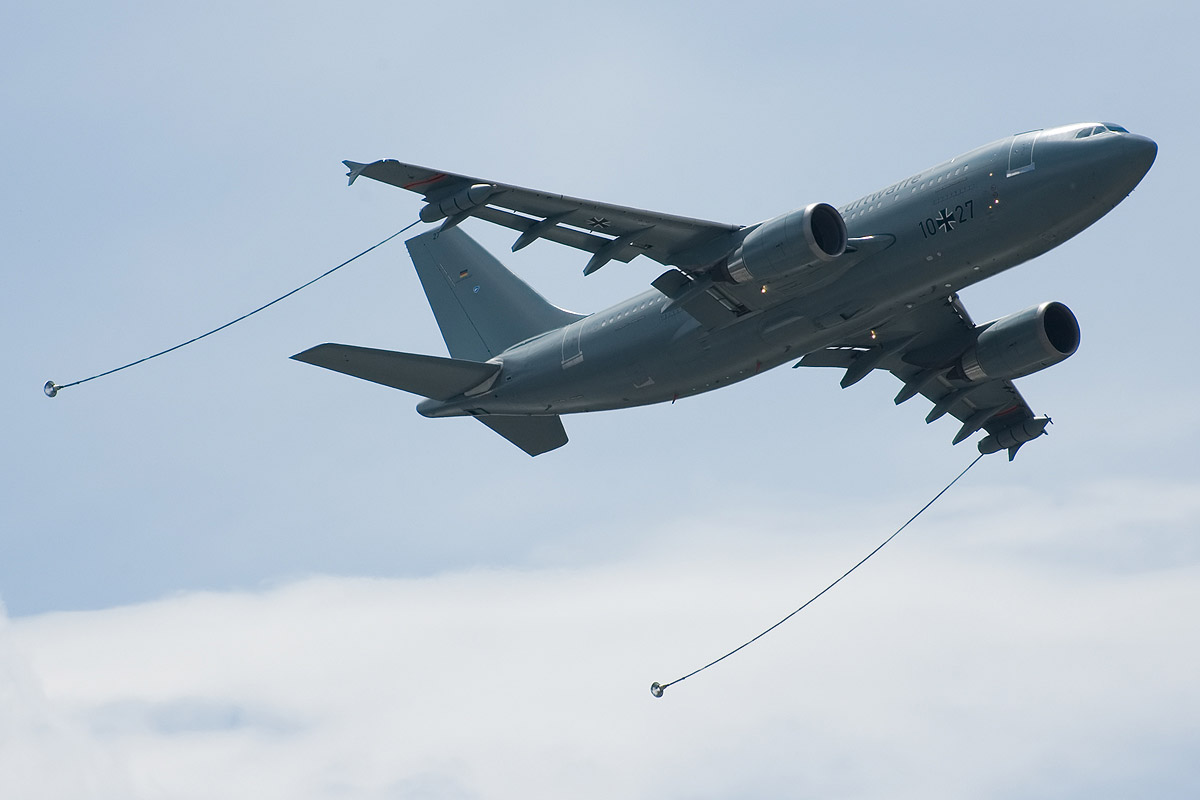
Airbus A310 MRTT de la Luftwaffe preparado para un reabastecimiento en vuelo de muestra en la exhibición Paris Air Show de 2007.

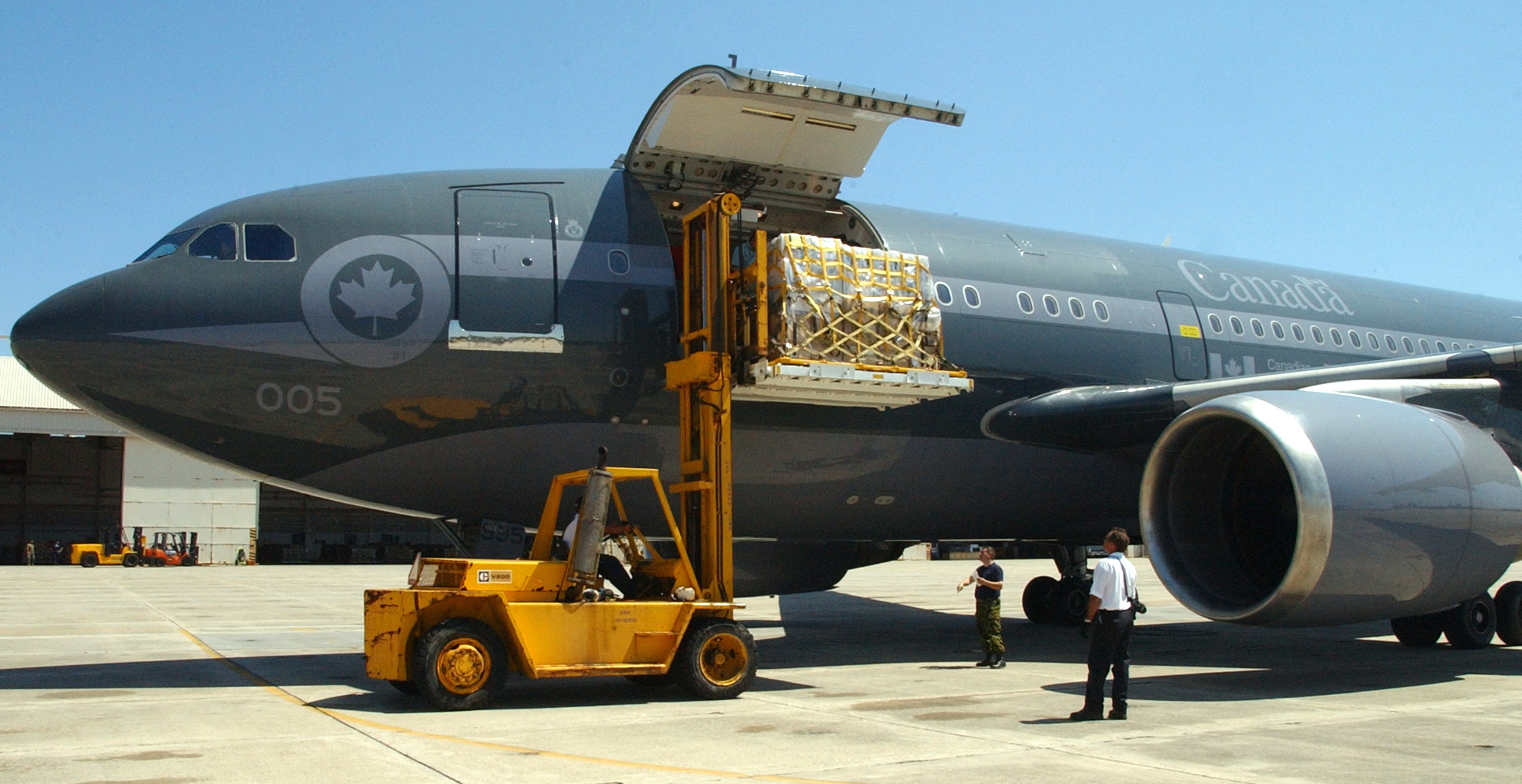
CC-150 Polaris de las Fuerzas Canadienses.

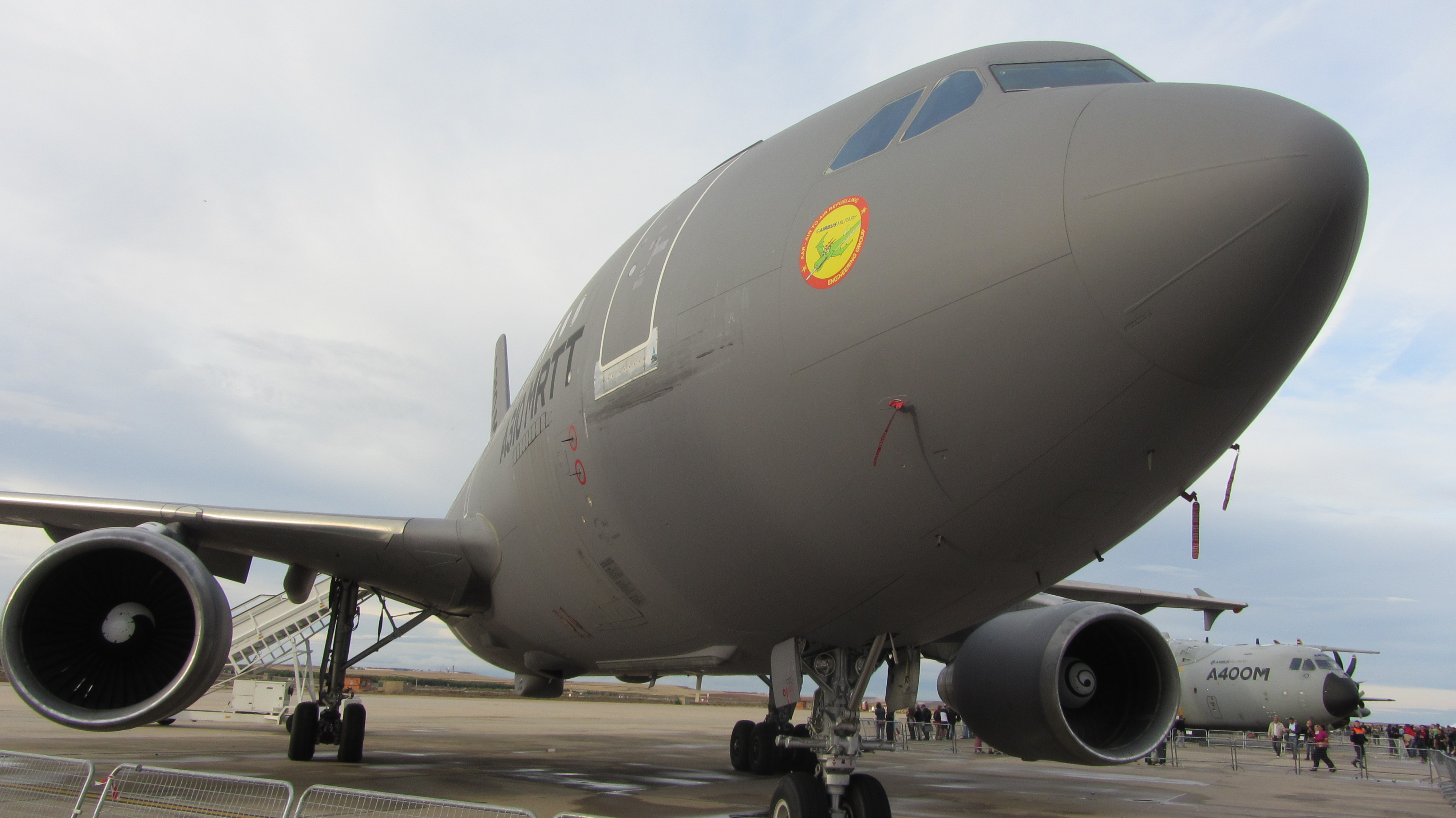
En el Festival Aéreo Internacional Aire75 (Base Aérea de Torrejón de Ardoz).

## Componentes
Estados Unidos -  Reino Unido

### Electrónica
| Sistema      | País                      | Fabricante    | Notas     |
| ------------ | ------------------------- | ------------- | --------- |
| Red de datos |                           |               | ARINC 429 |
| ACAS II      | Bandera de Estados Unidos | Allied Signal |           |

### Propulsión
| Sistema      | País                    | Fabricante | Notas                                                              |
| ------------ | ----------------------- | ---------- | ------------------------------------------------------------------ |
| Pod cisterna | Bandera del Reino Unido | Cobham plc | 2 × Cobham 907E. Empresa británica vendida a Advent International. |

## Operadores
Alemania
- La Fuerza Aérea Alemana (Luftwaffe) ha convertido cuatro de sus siete A310 en A310 MRTT.

 Canadá
- Las Fuerzas Canadienses han convertido dos de sus cinco A310 en A310 MRTT, siendo denominados CC-150 Polaris.

## Especificaciones

### Características generales
- Longitud: 46,66 m
- Envergadura: 43,9 m
- Altura: 15,81 m
- Superficie alar: 219 m²
- Planta motriz: 2× turbofán Pratt & Whitney PW4152/6.
  - Empuje normal: 233,5 kN de empuje cada uno.

### Rendimiento
- Velocidad nunca excedida (Vne): 851 km/h Mach 0,81
- Alcance: 12.970 km

Nota: también puede ir equipado con motores Pratt & Whitney PW4152/6.

### Desarrollos relacionados
- Airbus A310
- CC-150 Polaris
- Airbus A330 MRTT
- Northrop Grumman KC-45

### Aeronaves similares
- Boeing KC-135 Stratotanker
- Boeing KC-767
- Lockheed C-141 Starlifter
- C-5 Galaxy
- Boeing C-17 Globemaster III
- Antonov An-70

### Secuencias de designación
- Aviones militares de Airbus: A310 MRTT · A330 MRTT · A400M